# Blinde mol
De blinde mol (Talpa caeca) is een zoogdier uit de familie der mollen (Talpidae).

## Kenmerken
Deze molsoort dankt zijn naam aan een dun membraan dat de ogen sluit. Dit is permanent en zonder het membraan te beschadigen kunnen de ogen niet worden geopend. De soort is echter niet volkomen blind. De blinde mol lijkt veel op de Europese mol, zowel in uiterlijk als in gedrag, maar is kleiner (kop-romplengte: 95-140 millimeter, gewicht: 65-120 gram). Ook heeft de soort een langere, slankere neus en witte haartjes op zijn voorpoten, achterpoten, lippen en staart. Hij heeft een klein staartje van twee tot drie centimeter.
De mol heeft in het totaal 44 tanden, 22 in de onderkaak en 22 in de bovenkaak. In de boven- en onderkaak hebben ze 12 snijtanden, 4 hoektanden, 16 voorkiezen en 12 kiezen.

## Leefgebied
De blinde mol komt alleen voor in de berggebieden van Zuid-Europa. Hij wordt aangetroffen van Portugal, Spanje, Zuid-Frankrijk, Zwitserland, Noord- & Centraal-Italië en de Joegoslavische Adriatische kust tot Griekenland. De populaties in Spanje en Portugal worden meestal tot een aparte soort gerekend, de Iberische blinde mol (Talpa occidentalis), die waarschijnlijk niet nauw verwant is aan de blinde mol. Ook de Levantijnse mol (Talpa levantis) werd tot voor kort als een ondersoort van de blinde mol beschouwd.

## Namen in andere talen
De blinde mol heeft de volgende namen in andere talen:
- Albanees: Urithi i vrber
- Bulgaars: Сляпа къртйца
- Tsjechisch: Krtek slepý
- Duits: Blindmaulwurf
- Deens: Blind muldvarp
- Spaans: Topo ciego
- Fins: Sokkokontiainen
- Frans: Taupe aveugle
- Grieks: Τυφλασπαλακας
- Kroatisch: Patuljasta krtica
- Hongaars: Mediterrán vakond
- IJslands: Blindvarpa
- Italiaans: Talpa cieca
- Macedonisch: Спел крт
- Noors: Blind moldvarp
- Pools: Kret ślepy
- Portugees: Toupeira-cega
- Roemeens: Cârtița-mică
- Russisch: Слепой крот
- Zweeds: Blind mullvad
- Sloveens: Sredozemski krt
- Slowaaks: Krt slepý
- Turks: Akdeniz köstebeği
- Servisch: Спела кртица